# Karl Tribus
Karl Tribus (* 7. April 1914 in Lana an der Etsch; † unbekannt) war ein Südtiroler SS-Angehöriger und mutmaßlicher Kriegsverbrecher. 

## Leben
1939 optierte Tribus für die deutsche Staatsbürgerschaft, im September 1943 war er offenbar an der Verhaftung der Meraner Juden beteiligt. Ab Herbst 1943 folterte Tribus beim SS-Kommando im Belluno Partisanen und Deserteure.
Nach Kriegsende versteckte der ehemalige SS-Oberscharführer sich zunächst im Südtiroler Ultental, ließ sich einen langen Bart wachsen und nahm eine neue Identität an. Das Ultental bot vor 1945 Südtiroler Deserteuren Schutz vor den nationalsozialistischen Häschern, später nutzten es nicht wenige gesuchte NS-Kriegsverbrecher als Versteck. 1948 flüchtete Tribus, offenbar mit Hilfe eines Bozner Franziskanerpaters, mit neuer Identität über Genua nach Argentinien (vgl. Rattenlinien). Dort arbeitete er in einer Papierfabrik. In seinen Briefen an seine Schwester in Südtirol beklagte er Heimweh.
In Buenos Aires heiratete er Anita Wagner aus Graz, die mit ihm das Leben auf der Flucht teilte. In einem Telegramm vom September 1957 an die Heimatgemeinde Lana teilte sie den angeblichen Tod ihres Mannes Karl mit. Der Versuch gelang, und der totgesagte Tribus konnte sich recht sicher fühlen. Nach dem Ende des Kalten Krieges wurde die Justiz aber auch in seinem Fall wieder aktiv. 1996 leitete die italienische Militärstaatsanwaltschaft in Verona gegen Tribus Vorerhebungen wegen des Verdachts der Verübung von Kriegsverbrechen im Raum Belluno ein. Sie bat die deutsche Justiz um Rechtshilfe, um die genauen Personalien und den gegenwärtigen Aufenthaltsort von Tribus zu erfahren. Der Fall Tribus war offenbar noch bis 2004 bei der Zentralen Stelle der Landesjustizverwaltungen zur Aufklärung nationalsozialistischer Verbrechen (Ludwigsburg) anhängig. Tribus dürfte schon in den 1980er Jahren an Krebs gestorben sein.